# 查茨沃思 (安大略省)
查茨沃思（英語：Chatsworth）是加拿大安大略省西部格雷县的一处镇区，坐落在斯蒂克斯河、索金河、萨贝尔河、Bighead River、斯佩河与锡德纳姆河的上游。